# Ctenosaura pectinata
Ctenosaura pectinata — вид помірно великих ящірок родини ігуанових. Батьківщиною виду є західна Мексика.

## Опис
C. pectinata має характерні кілеві лусочки на своєму довгому хвості, до чого стосується його видова назва. Це один із найбільших представників роду Ctenosaura, здатний виростати до 1.3 м у загальну довжину (включаючи хвіст), при цьому самки трохи менші за самців на 1.0 м. Має зазвичай коричневе або сіро-коричневе забарвлення дорсально, з жовтуватою черевною поверхнею. Він має гребінь з довгих колючок, які простягаються вниз по центру спини. Молодь часто має яскраво-зелений колір без малюнка на тілі та темніють із віком.

## Поведінка
C. pectinata — це соціальна ящірка, яка пристосувалася до життя групами на відміну від інших видів Ctenosaura, які, як правило, є поодинокими тваринами. Ці ігуани чудово лазять і віддають перевагу скелястому середовищу існування з великою кількістю ущелин, де можна сховатися, каменів, на яких можна погрітися, і сусідніх дерев, на які можна лазити. Вони ведуть денний спосіб життя та швидко рухаються, щоб утекти від хижаків, але будуть бити хвостами та кусати, якщо їх загнати в кут. Дитячі особини харчуються переважно комахами. Однак дорослі особини в основному травоїдні, їдять різноманітні квіти, листя, стебла та фрукти, але при умові вони їдять дрібних тварин, яйця та членистоногих.